# Тамамшян, Софья Георгиевна
Со́фья Гео́ргиевна Тамамшя́н (1901—1981) — советская учёная-ботаник, специалист по морфологии и систематике растений семейств Зонтичные и Сложноцветные.

## Биография
В 1936 году Софья Георгиевна Тамамшян стала кандидатом биологических наук без защиты диссертации. С 1946 года Софья Георгиевна училась и работала в Ботаническом институте АН СССР в Ленинграде, занималась подготовкой докторской диссертации «Предки и потомки семейства зонтичных».
Принимала участие в обработке многих родов для монографий «Флора СССР» и «Флора Кавказа», а также Flora iranica. В 1952 году С. Г. Тамамшян стала младшим научным сотрудником отдела растительных ресурсов БИН, в 1954 году — старший научный сотрудник отдела систематики и географии растений. Длительное время София Георгиевна работала в Гербарии БИН, изучала образцы зонтичных и сложноцветных.
В 1954 году С. Г. Тамамшян руководила экспедицией в Закавказье по изучению пряных растений. В 1969 году она предложила для плодов зонтичных название «шизостратокарпий», а для составляющих односемянных половинок — «хемистратокарпий».
В 1963 году она уволилась из Ботанического института и ушла на пенсию, затем переехала в Москву.
Софья Георгиевна опубликовала множество статей в «Ботаническом журнале», «Советской ботанике», а также Taxon. Опубликовала варианты систематики родов Astrodaucus, Phlojodicarpus, Stenocoelium, Grammosciadium.

## Таксоны растений, названные в честь С. Г. Тамамшян
- Tamamschjania Pimenov & Kljuykov (1981)
- Tamamschjanella Pimenov & Kljuykov (1996)
- Alcea sophiae Iljin (1949)
- Carthamus tamamschjanae Gabrieljan (1987)
- Oenanthe sophiae Schischk. (1950)
- Polygala sophiae Kem.-Nath. (1948)
- Polygala tamamschaniae V.I.Dorof. (2001)
- Pyrus tamamschianae Fed. (1952)
- Salsola tamamschjanae Iljin (1937)
- Sorbus tamamschjanae Gabrieljan (1969)

## Некоторые научные публикации
- Тамамшян С. Г., Пименов М. Г. Род Eryngium L. в Закавказье, Средней Азии, Иране и Афганистане // Флора, растительность и растительные ресурсы Армянской ССР. — 1987. — Вып. 10. — С. 26—49.